# Velika župa Raša
Velika župa Raša bila je predviđena velika župa na prostoru NDH. 
Pad Italije, povlačenje i razoružavanje Talijana otvorio je mogućnost za uspostavu ove velike župe.  
Trebala je obuhvatiti cijelu Istru. Uspostavljena je formalno, ali nikad nije zaživjela u stvarnosti. Ipak je značila da se vlasti NDH pripremaju za konačno povoljnije razgraničenje koje je trebalo provesti nakon rata. Po zemljovidima izdani nakon zakonske odredbe i Trst je bio uključen. Zakonskom odredbom ostavljeno je ministru unutarnjih poslova naredbom propisati područje i sjedište velike župe.
Zakonska odredba o velikim župama od 5. srpnja 1944. predvidila je osnivanje ove velike župe, čije se sjedište trebalo naknadno odrediti. NDH nikad nije uspjela uspostaviti vlast na ovom području, jer je istarski poluotok i dio Kvarnera, Rijeke, Sušaka, Bakra, Kastva, Čabra i Krka još 1. listopada 1943. godine Treći Reich uključio u njemačku Operativnu zonu Jadransko primorje. Unutar ove operacijske zone 30. listopada 1943. osnovano je Upravno povjereništvo Sušak-Rijeka koje je imalo posebni status, a obuhvatilo je područje Sušaka, Kastva, Čabra, Krka i Bakra.